# エンジェルス (アメリカ合衆国の女性グループ)
エンジェルス（The Angels）は、1960年代に活躍したアメリカ合衆国の3人組ガール・グループ。「私のボーイフレンド」のヒットで知られる。

## 略歴
1960年、前身グループ「The Starlets（スターレッツ）」（メンバーはバーバラ・"ビブス"・オールバット、フィリス・"ジグス"・オールバット、バーナデット・キャロル、リンダ・マルゾーン）としてマイナー・デビューする。※バーバラとフィリスは姉妹。
キャロルとマルゾーンが脱退、リンダ・ジャンセンを加え、3人組の「エンジェルス」としてデビュー、1961年に「Till」、1962年に「Cry Baby Cry」がヒットする。
1962年後半、ジャンセンが脱退、ペギー・サンティリアが加入する。1963年発売の「私のボーイフレンド」が3週連続ビルボード1位を記録する。
2005年、ボーカル・グループの殿堂入りを果たす。

## メンバー
- バーバラ・"ビブス"・オールバット (Barbara "Bibs" Allbut)
- フィリス・"ジグス"・オールバット (Phyllis "Jiggs" Allbut)
- リンダ・ジャンセン (Linda Jansen)
- ペギー・サンティリア (Peggy Santiglia)
- バーナデット・キャロル (Bernadette Carroll)
- リンダ・マルゾーン (Lynda Malzone)

## ディスコグラフィ

### アルバム
- ...And the Angels Sing (1962年、Caprice)
- 『マイ・ボーイフレンズ・バック』 - My Boyfriend's Back (1963年、Smash)
- 『ア・ハロー・トゥ・ユー』 - A Halo to You (1964年、Smash)
- Love, the Angels (2008年、Angel Sound)